# سامسونج جالكسي كور برايم
سامسونغ غالاكسي كور برايم (بالإنجليزية: Samsung Galaxy Core Prime)‏ هو هاتف جديد من مجموعة samsung أعلن عنه سنة 2014 و قد نزل إلى الأسواق في شهر يوليو من نفس السنة ومن مميزات هذا الهاتف:
أنه يتميز بهيكل خارجي مزين بالفضة
وشاشته تساوي 405 إنش
وقيمة كاميرته الأساسية تساوي5 ميجا بكسل أما الثانوية فهي تساوي 2 ميجا بكسل
أما بالنسبة للنظام التشغيل فهو يعمل بنظام kitkat 40404
كما يدعم الشبكات التالية:
الجيل الثاني والثالت والجيل الرابع و يدعم wifi وGPRS.GPS.وتصفح الأنترنت HTML يدعم جاك 305
ويدعم كل من:
البلوتوت . الراديو FM

## الخصائص
- نظام التشغيل: أندرويد
- الكاميرا الأمامية: 2 ميجابكسل
- الكاميرا الخلفية: 5 ميجابكسل
- الوزن: 130 غ (4.6 أونصة)
- المعالج: 1.2 جيجا هرتز رباعي النواة
- الذاكرة: 1 جيجابايت رام
- التخزين: 8 جيجابايت
- معالج Snapdragon